# Mendidaphodius paganettii
Mendidaphodius paganettii é uma espécie de insetos coleópteros polífagos pertencente à família Aphodiidae.
A autoridade científica da espécie é Petrovitz, tendo sido descrita no ano de 1963.
Trata-se de uma espécie presente no território português.